# 顔料

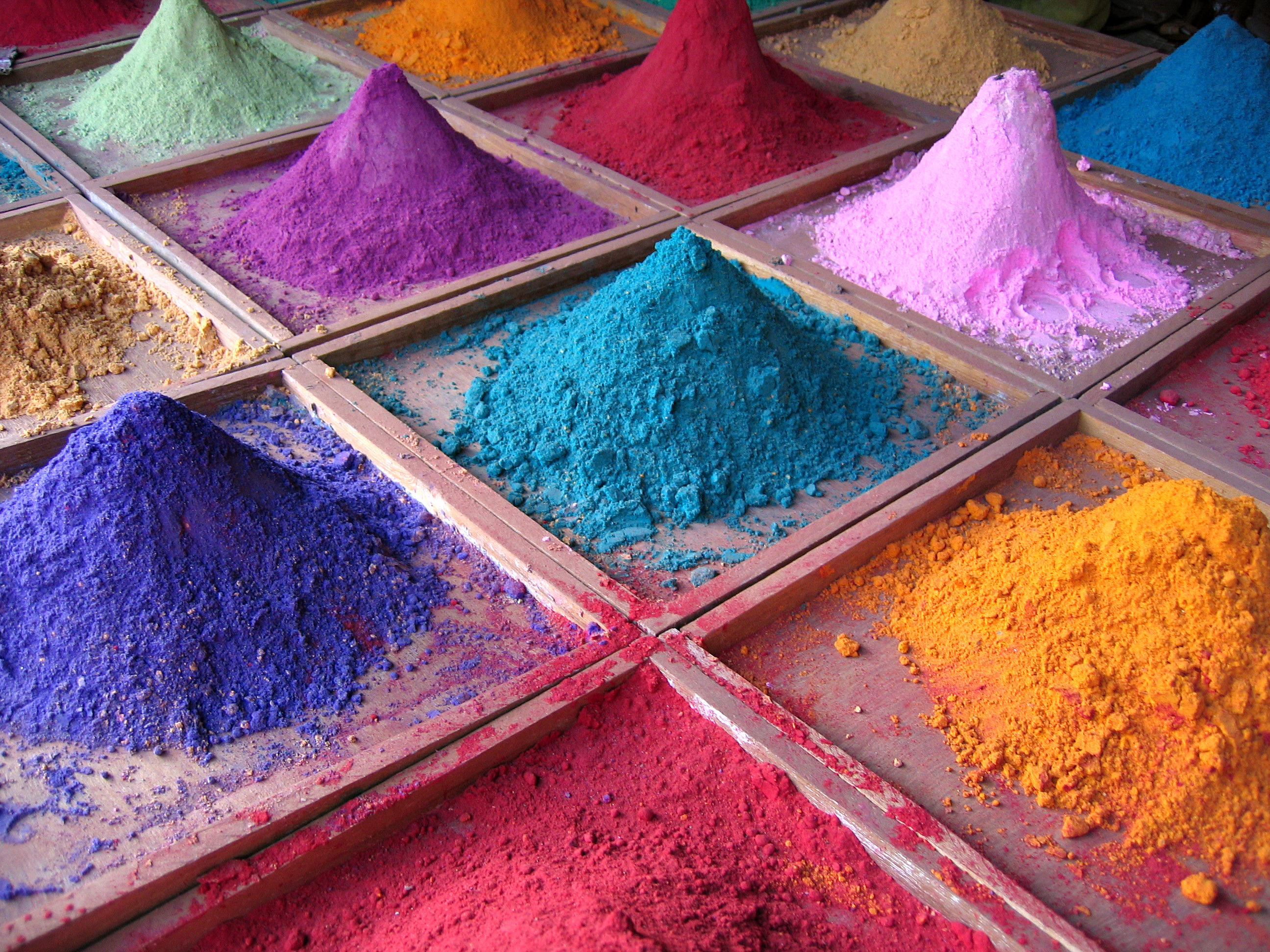
屋台で売られる顔料

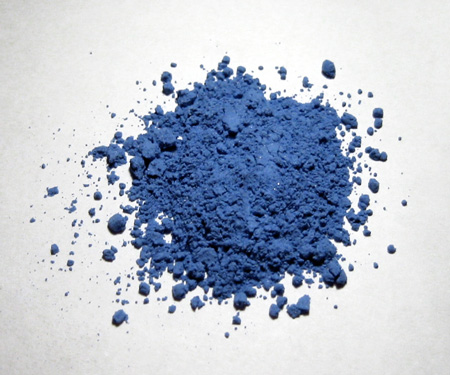
粉末状の天然ウルトラマリン顔料

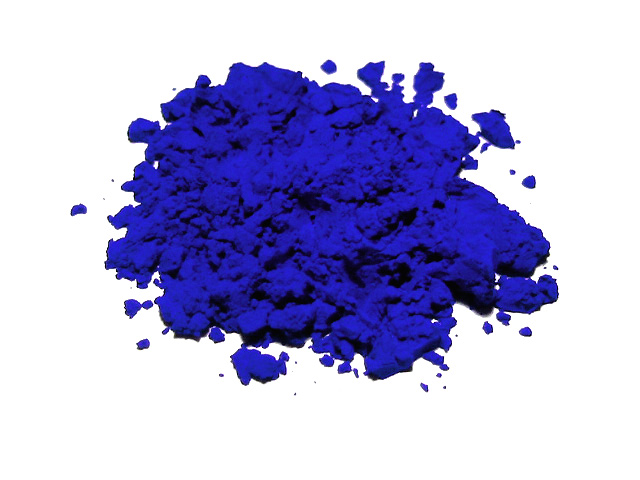
合成ウルトラマリン顔料は、化学組成が天然ウルトラマリンと同様であるが、純度などが異なる。

顔料（がんりょう、pigment）は、着色に用いる粉末で水や油に不溶のものの総称。
着色に用いる粉末で水や油に溶けるものは染料と呼ばれる。
特定の波長の光を選択的に吸収することで、反射または透過する色を変化させる。蛍光顔料を除く、ほぼすべての顔料の呈色プロセスは、自ら光を発する蛍光や燐光などのルミネセンスとは物理的に異なるプロセスである。
顔料は、塗料、インク、合成樹脂、織物、化粧品、食品などの着色に使われている。多くの場合粉末状にして使う。バインダー、ビークルあるいは展色剤と呼ばれる、接着剤や溶剤を主成分とする比較的無色の原料と混合するなどして、塗料やインクといった製品となる。実用的な分類であり、分野・領域によって、顔料として認知されている物質が異なる。
顔料の世界市場規模は2006年時点で740万トンだった。2006年の生産額は176億USドル（130億ユーロ）で、ヨーロッパが首位であり、それに北米とアジアが続いている。生産および需要の中心はアジア（中国とインド）に移りつつある。

## 呈色の物理学的原理

様々な波長（色）の光が顔料に当たる。この顔料の場合、赤と緑の光は吸収され、青い光だけを反射するため、青く見える物体として図示されている。ただし、現実の顔料はこのように単純ではなく、光線自体に分光特性は存在しても色がある訳ではないし、三原色として機能する絶対的な光も存在しない。

顔料は特定の波長の光を選択的に反射または吸収するため、色があるように見える。白色光は可視光スペクトル全体をほぼ均等に含んでいる。この光が顔料に当たると、一部の波長は顔料に吸収され、他の波長は反射される。この反射された光のスペクトルが人の目に入ると色として感じられる。単純に言えば、青い顔料は青い光を反射し、他の光を吸収する。顔料は蛍光物質や燐光物質とは異なり、光源の波長の一部を吸収して除去するだけであり、新たな波長の光を追加することはない。
顔料の見た目の色は、光源の色と密接に関連する。太陽光は色温度が高くスペクトルも均一に近いため、標準的な白色光と見ることができる。人工的な光源にはスペクトルになんらかのピークや谷間がある。そのため、太陽光の下で見たときとは色が違って感じられる。
色を色空間で数値的に表す場合、光源を指定しなければならない。Lab色空間の場合、特に指定がない限り D65 と呼ばれる光源で測定したと仮定される。D65とは "Daylight 6500 K" の略で、ほぼ太陽光の色温度に対応している。
色の濃さや明るさといった属性は、顔料と混ぜ合わせた別の物質によっても変わってくる。顔料に加える展色剤や充填剤もそれぞれに光の波長の反射・吸収のパターンを持ち、最終的なスペクトルに影響を与える。同様に顔料を混ぜる量によっては、個々の光線が顔料粒子に当たらずに反射されることもある。このような光線が色の濃さに影響する。純粋な顔料は白色光をそのまま反射することはほとんどなく、見た目の色は非常に濃いものとなる。しかし大量の白い展色剤などと少量の顔料を混ぜると、色は薄くなる。

## 顔料の化学的分類
顔料にはその組成から、無機顔料と有機顔料の2種類に大別される。無機顔料は、有史以前から使われていた鉱物の加工品である天然無機顔料と、化学的に合成された合成無機顔料に区別可能である。有機顔料は、藍玉のように植物から採った不溶性を示す染料前駆体をそのまま顔料として使用するものと、植物や動物から抽出される染料をレーキ化させたものが古くからある。現在工業的に使われているものの大半は石油工業によって成立する合成有機顔料である。合成有機顔料には化学構造自体が不溶性を示すもの（不溶性色素）と、水溶性の合成染料を不溶化させたレーキ顔料(lake, lake pigment)がある。
それぞれの顔料にはカラーインデックスによって分類番号および分類名が付与されている。例えば、二酸化チタン（チタン白）のColour Index Generic Name はPigment White 6、Colour Index Constitution Number は77891である。

### 無機顔料
無機顔料は大別して天然鉱物顔料と合成無機顔料に分類される。有機顔料に比べてはるかに生産量が多いため、日本工業規格（JIS）では特に生産量の多い12品目を統一規格の対象として規定している。
古来、顔料は油脂類を燃やした際の煤を使用した黒色以外は自然の鉱物を粉砕したものが主体であった。黒色の煤は現在カーボンブラックと呼ばれ、非常に多様な用途に使用されている。書道で使う墨の高級品は昔ながらの油煙（ランプブラック）を使うが、一般的には天然ガスや石油を不完全燃焼させて作ったファーネスブラックが使用されている。また絵具では植物を燃やしてつくった植物性黒や動物の骨を燃やしてつくった骨炭も使われている。ラピスラズリを使ったウルトラマリン青や孔雀石を使った緑青などは高価であり、高級な絵画や装飾物に使用された。赤色は弁柄（天然酸化鉄赤）や辰砂（硫化水銀）が使われた。
現在工業的に使用されているものは、アンバーやシェンナといった天然土由来の褐色顔料や、炭酸カルシウム（白色）、カオリン（粘土、淡色）などが多い。これらの天然鉱物顔料のうち、淡色ないし無色の顔料は、淡色の塗色を作るときに使われる。また、レーキ顔料の製造における担体としても使われる。特殊な例として白色雲母を粉砕して使うパール顔料（真珠様光沢を有する）がある。天然鉱物顔料は今日では顔料工場にて微粉砕されており、使用目的に応じた化学的処理を受けて出荷されている品種も多い。
化学的に合成された純然たる合成無機顔料は、1704年にドイツで合成された紺青（プロシア青）以来、数多くの品種がある。白色顔料は今日ではチタン白（二酸化チタン）や亜鉛華（酸化亜鉛）が使われており、古くから白粉に多用され中毒を起こして問題になっていた鉛白は油絵具以外には使われなくなった。代表的な合成無機顔料としては他に合成酸化鉄赤、カドミウム黄、ニッケルチタン黄、ストロンチウム黄、含水酸化クロム、酸化クロム、アルミ酸コバルト、合成ウルトラマリン青などがある。無機顔料は一般的に有機顔料に比べると着色力、鮮明さ、透明性に欠けるが、耐光性が良く塗料などに多用される。銀色や金色（銀色を黄色く着色したものが多い）の塗料やインクに使われるアルミニウム粉も無機顔料である。なお、陶磁器に使われるセラミック顔料も、無機化合物でありかつ顔料であり、無機顔料である。
日本工業規格で規定されている顔料
- 白色顔料：亜鉛華、鉛白、リトポン、二酸化チタン、沈降性硫酸バリウムおよびバライト粉
- 赤色顔料：鉛丹、酸化鉄赤
- 黄色顔料：黄鉛、亜鉛黄（亜鉛黄1種、亜鉛黄2種）
- 青色顔料：ウルトラマリン青、プロシア青（フェロシアン化鉄カリ）、YInMnブルー
- 黒色顔料：カーボンブラック

### 有機顔料

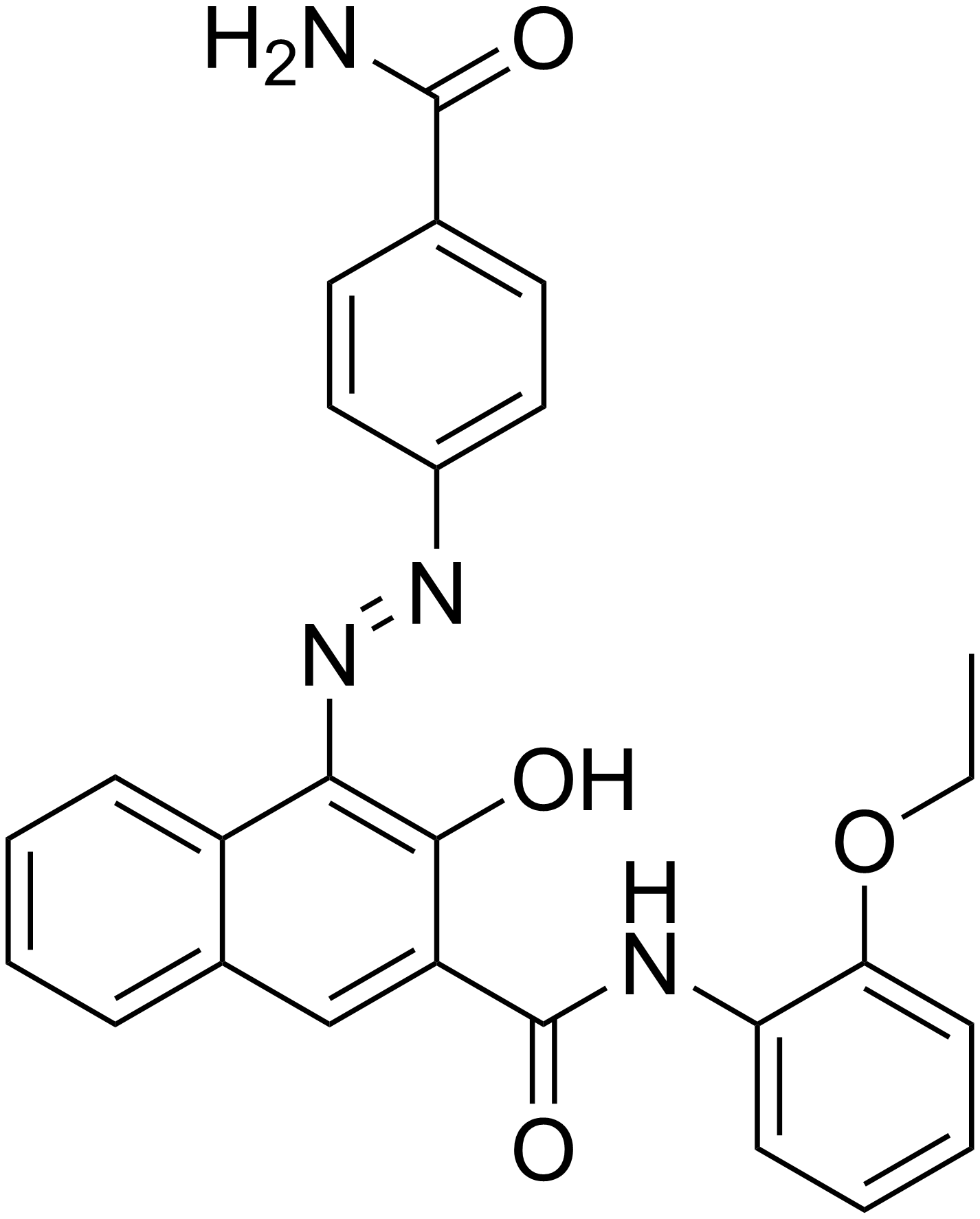
Pigment Red 170
青味赤のモノアゾ顔料

有機化合物を成分とする顔料を有機顔料と呼称する。有機顔料はその化学構造から大きくアゾ顔料と多環顔料に類別されるのが普通であるが、色相によっても区分することもあり、不溶性色素とレーキ顔料に分類されることもある。
有機顔料は構造中に不飽和二重結合を有し、共鳴エネルギーを光から吸収して安定する。この特定吸収波長域が可視光域（380-780 nm）の一部にあると、顔料を通過または結晶中で反射した光は、それ以外の波長で構成される色の着いた光となる。
主に、多環顔料 (polycyclic pigment)、アゾ顔料の2種類がある。一般に、アゾ顔料は多環顔料に含めない。一般に、有機顔料は高分子化すると耐久性が高まるが、コストの上昇や分散性の低下などのデメリットを伴う。このため、低分子であっても高い耐久性を有し、鮮明なものを求める研究がされる。
アゾ顔料の中心となる窒素同士の結合は、鮮明な化合物を生じるが、耐久性に難がある為に、耐久性の高い構造を組み込むなどして耐久性の高い顔料にする工夫が知られている。
顔料として使用出来る植物由来の藍や、マダーレーキに代表されるアントラキノンレーキ顔料のように、植物や動物から採取した染料をレーキ化した顔料もある。ただし、今日使われている有機顔料の多くは、石油由来の原料に石油化学的加工を重ねることによって製造したものである。無機顔料が鉱物の精製を経て、工業的に製造されることとは対照的である。

#### 多環顔料

Pigment Red 83
アリザリン

多環顔料は、顔料としての機能を有する縮合環化合物。構造に着眼して分類すると多種の顔料が工業化されている。アゾ顔料に比べて耐久性が高い顔料が多い。多環顔料の代表的なものにフタロシアニン顔料がある。フタロシアニン顔料フタロシアニンブルーのうち、よく使われるものは銅を含んだ有機化合物で、鮮明な青色を呈し、耐光性も良好。緑色のフタロシアニングリーンも同系統の化合物。キノン構造を有するアリザリンをレーキ化して顔料として用いている事実がある。Pigment Red 177のように、顔料であることからレーキ化が不要なアントラキノン顔料もある。色相ごとに分けて列挙する。
- 黄 - イソインドリノン、イソインドリン、アゾメチン、アントラキノン、アントロン、キサンテン
- 橙 - ジケトピロロピロール、ペリレン、アントラキノン（アントロン）、ペリノン、キナクリドン、インジゴイド
- 赤 - キナクリドン、ジケトピロロピロール、アントラキノン、ペリレン、ペリノン、インジゴイド
- 紫（菫） - ジオキサジン、キナクリドン、ペリレン、インジゴイド、アントラキノン（、アントロン）、キサンテン
- 青 - フタロシアニン、アントラキノン、インジゴイド
- 緑 - フタロシアニン、アゾメチン、ペリレン

#### アゾ顔料

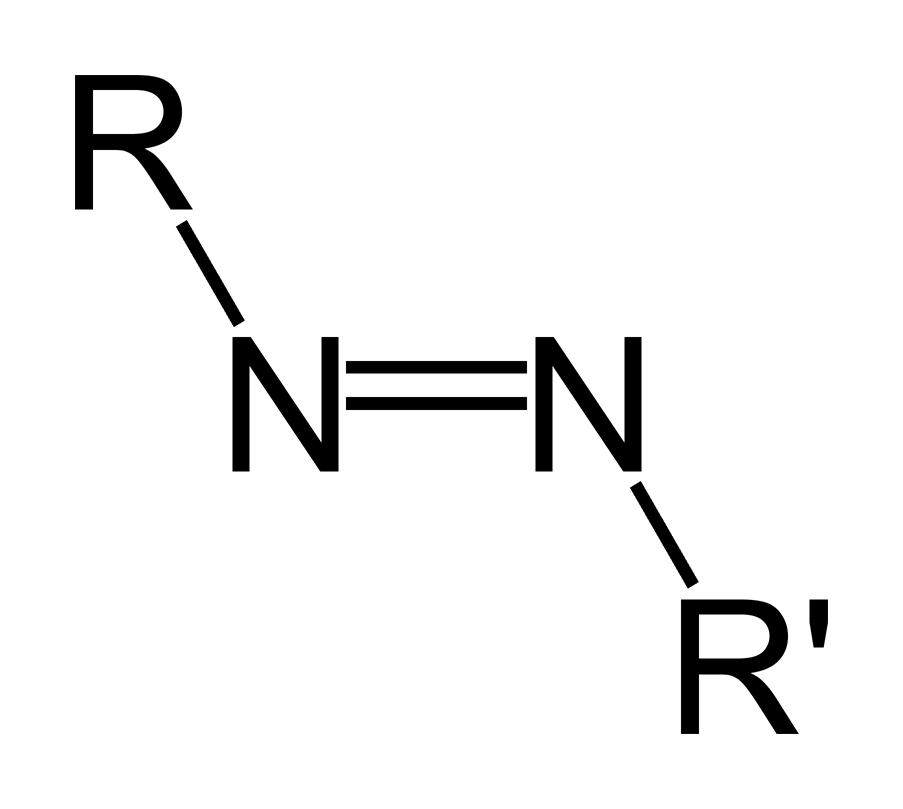
アゾ基

イミダゾール

アゾ顔料は、窒素原子同士の二重結合を有する化合物であるアゾ化合物のうち、顔料としての機能を有するものを指す。レモンイエロー（緑味黄）からルビー（青味赤）を呈色する。一般にアゾ結合は他の発色団に比べて、可視光域の特定吸収波長を強く吸収し、強く発色する。中黄色を呈するベンジジンイエロー(; Pigment Yellow 14)の透明タイプ、青味赤を呈するブリリアントカーミン6B(; Pigment Red 57:1)など、着色力が強く鮮明でかつ透明が高いのが特徴で印刷インキに多用されるが、耐光性に難がある。ただし、例えばイミダゾールの水素と化合していない窒素と水素を結合させ、2個の窒素原子と結合している炭素に化合している水素を酸素で置き換えた構造として説明可能なイミダゾロン基を導入することにより、分子構造に水素結合を引き起こすことで高い耐久性を実現することが可能である。このように、難点とされている耐光性・耐候性を向上させたアゾ顔料もある。これらは主に塗料の着色剤、顕色成分として用いられている。
芳香族アミンとカップリング成分の反応によって水中で合成される。種類ごとに分類すると以下のものがある。分子量が大きいほど堅牢性は向上するといわれており、堅牢性は、モノアゾ<ジスアゾ<縮合ジスアゾの順で高い。ただし、ベンツイミダゾロンに分類されるモノアゾ顔料とベンツイミダゾロンに分類されるジスアゾ顔料はこの限りではない。
1. 分子構造中にアゾ基を1つ有する、モノアゾ顔料。モノアゾに金属を配位したレーキ顔料もモノアゾ顔料に分類される。
2. 分子構造中にアゾ基を2つ有し、中央の配向構造を中心とした高い対称性を示す、ジスアゾ顔料。着色力の高さが特徴。
3. 分子構造中にアゾ基を2つ有し、中央の配向構造を中心とした高い対称性を示す、縮合反応を用いて製造される、縮合ジスアゾ顔料。着色力も高い。

### レーキ顔料
レーキ顔料は、水溶性を有する有色物質(染料)を電離させ、担体としての金属イオンと電気的に結合させ、不溶性のものにしたものである。この一連の操作をレーキ化、不溶化などと呼ぶ。
カルボニウム染料などの染料(可溶性色素で有機化合物で、染色における使用実績のあるもの)も、レーキ化して顔料として使用されることがある。かつて使われていたクェルシトロンレーキなどの、動植物由来の染料を不溶化して顔料としたものも、レーキ顔料である。
赤色のレーキレッドC、ウォチュングレッドなど、濃度が高く色相が鮮明なものが多い。これらの顔料は印刷インキに使用される。アリザリンレーキは絵具に使用されるが、屈折率が一般的な固着成分に近いため高い透明性を示す顔料で、その独特な色合いや高い透明性から好まれており、高い需要がある。高い透明性が要求されるインクジェットプリンターにおいてもマゼンタに採用されるキナクリドン顔料よりも屈折率が低い。つまり、この意味での透明性はアリザリンレーキの方が高い。

### 蛍光顔料

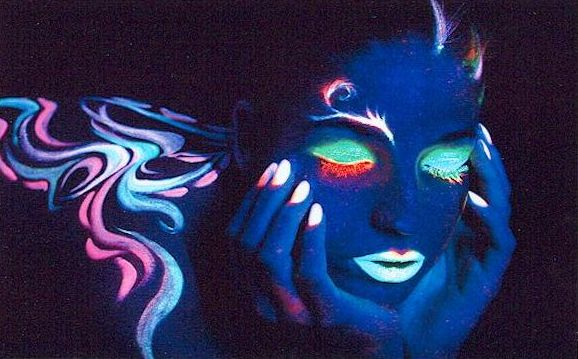
蛍光顔料インクによるペイント。ブラックライト照射による発光。

蛍光顔料は、主にフォトルミネセンスにより呈色する顔料である。
そのうち、有機質のものとして、樹脂（高分子）に蛍光染料を固着し微細化したものがある。顔料化により、蛍光染料には無い耐久性（耐光性、耐薬品性、耐溶剤性、耐熱性など）や耐色移行性（耐マイグレーション性、耐ブリード性、耐汚染性）、発色性（インク化時に展色材の種類に影響されない）、隠蔽性などを有する蛍光色素となる。通常光下で鮮やかに各色（イエロー、オレンジ、ピンク、グリーン、ブルー、ホワイトなど）に呈色し、ブラックライトなどのUV光下ではより強く発光する。これらの有機蛍光顔料は、ネオンカラー（汎用の蛍光塗料や蛍光インク）の色素として使用される。顔料の通常反射に加えてフォトルミネセンスで発色するため、一般顔料に比べてより鮮明に見える。これら可視タイプの他に、通常光下では無色でブラックライト下で各色に発色する不可視タイプのものもある。
一方、無機質のものは、（無機）蛍光体と呼ばれ　希土類元素をドープした金属酸化物などがある。それ自体が水・油に不溶で微粉末で顔料として解釈される。主にブラウン管、蛍光灯、冷陰極管、白色発光ダイオードなどの蛍光発光物質として使用されている。通常光下では無色（主に不透明で白色）でブラックライトなどの短波長光下で各色に発色する（ルミライト印刷）。一般的に、有機質の不可視蛍光顔料に比べて高価・高耐久性である。広義には、光照射を止めても残光発光する無機の蓄光体（燐光）も含まれる。

## 顔料に要求される性能

### 分光反射率、着色力
色相が鮮明で、着色力が強いものが望ましい。

### 透明性または隠蔽性
透明性は屈折率と粒子径に依存する。一般に媒剤との屈折率が近似すれば透明になる。また可視光線波長の半分以下の粒子径では透明になるが、それ以上では小さいほど不透明になる。要求される透明性の度合いは目的によって異なる。塗料に用いるものは不透明性（隠蔽性）を要求されるが、三原色のシアン・マゼンタ・イエローとキーの4色のインキ（CMYK）を重ねるカラー印刷には、透明色が使用される。

### 分散性
顔料が粉体のまま使われることはほとんどなく、塗料・インキ・絵具・クレヨン・クレパス・カラーマーカーなどの形で使われる。これらは顔料を水や油・溶剤、樹脂・ワックスなどのバインダーと練り合わせたものである。顔料は使用目的に応じてバインダーに対しての分散性を要求される。分散が損なわれれば、現象として発色が阻害され、鈍い色合いになったり不鮮明に発色する。またバインダーとの相性次第では、粘度が高く扱いにくくなる場合もある。分散性を制御するために顔料の表面を改良し、分散性を向上させる技術が知られている。

### 耐性
耐光性
有機顔料の化学構造は、太陽光や紫外線に弱く、屋外の直射日光が当たるところでは色が無くなり易い。屋外に長期間掲示されたポスターの写真が青黒くなっているのは黄と紅の色が無くなって藍と黒のみが残った結果である。長期掲示されるポスター類には有機顔料の中でも耐光性の良いものが使われる。無機顔料は一般的に耐光性が良好で、建築物の塗料に多用される。工業的に耐光性は促進試験機で光を曝露して評価される。ブルースケールと呼ばれる褪色度の異なる8種類の染料で染色された標準布を試料と同環境に置き、試料の褪色の程度をブルースケールと比較して8段階の評価を数値化して表示する。
耐候性
英語ではWeather Fastnessと表示されており、主に塗料塗膜で日光曝露をして褪色の程度をJISグレースケールで5段階評価する。耐光性との違いは屋外で曝露するため、雨、また降雨に含まれる化学物質の影響を受ける。
耐熱性
陶器の着色など焼き付ける場合には最も高い耐熱性が求められる。プラスチックの着色に使う場合はその軟化点以上、レトルトパックの印刷には100℃の沸騰水に耐える顔料が求められる。
耐溶剤性
顔料は溶媒・溶剤に不溶であることが定義であるが、有機顔料の場合多かれ少なかれ溶媒に対して溶ける。使用用途により条件は様々であるが、温度や溶媒の極性により溶出度は大きく異なる。特定溶剤に規定時間湿潤した後、溶出した色の程度で評価する。
その他、使用目的によって耐水性・耐油性・耐アルカリ性/耐酸性（耐薬品性）などの耐性が求められる。

## 顔料の特殊な用途
強度向上
カーボンブラックをゴムに練り込むと、ゴムの強度が著しく向上する。ゴムタイヤが黒いのはカーボンブラックを大量に練り込んだためで、工業用カーボンブラックの用途の大半はこの目的に使用される。
導電性の活用
カーボンブラックの化学構造は黒鉛であり、黒鉛は導電性を有する。例えば黒鉛筆を使用して書いた部分はわずかではあるが電気を通す。このような性質は種々の目的に使用されている。
体質顔料
体質顔料 (extender pigment) は白色ないし無色の顔料である。屈折率が1.5 - 1.6程度と低いため、展色剤に混和しても隠蔽性にほとんど影響を与えないことから、増量剤として絵具・塗料・化粧品などのコストダウン、着色力や光沢、強度、使用感などの調整に使われる。また、染付レーキ顔料の原料としても使われる。
近年は粒子の大きさや形状、表面性質が異なる、多様な体質顔料が出現し、製品の加工性、光学的性質、機械的強度などの物性を変化させる機能性材料としてゴムやプラスチック、シーラントなどの化学樹脂や医薬品、食品、肥料などにも利用されている。
体質顔料には炭酸カルシウムや硫酸バリウム、水酸化アルミニウム、タルクなどがあり、分野によって充填剤、フィラー、填料、塗被顔料などと呼ばれている。

## 顔料の歴史

### 古代以来の顔料

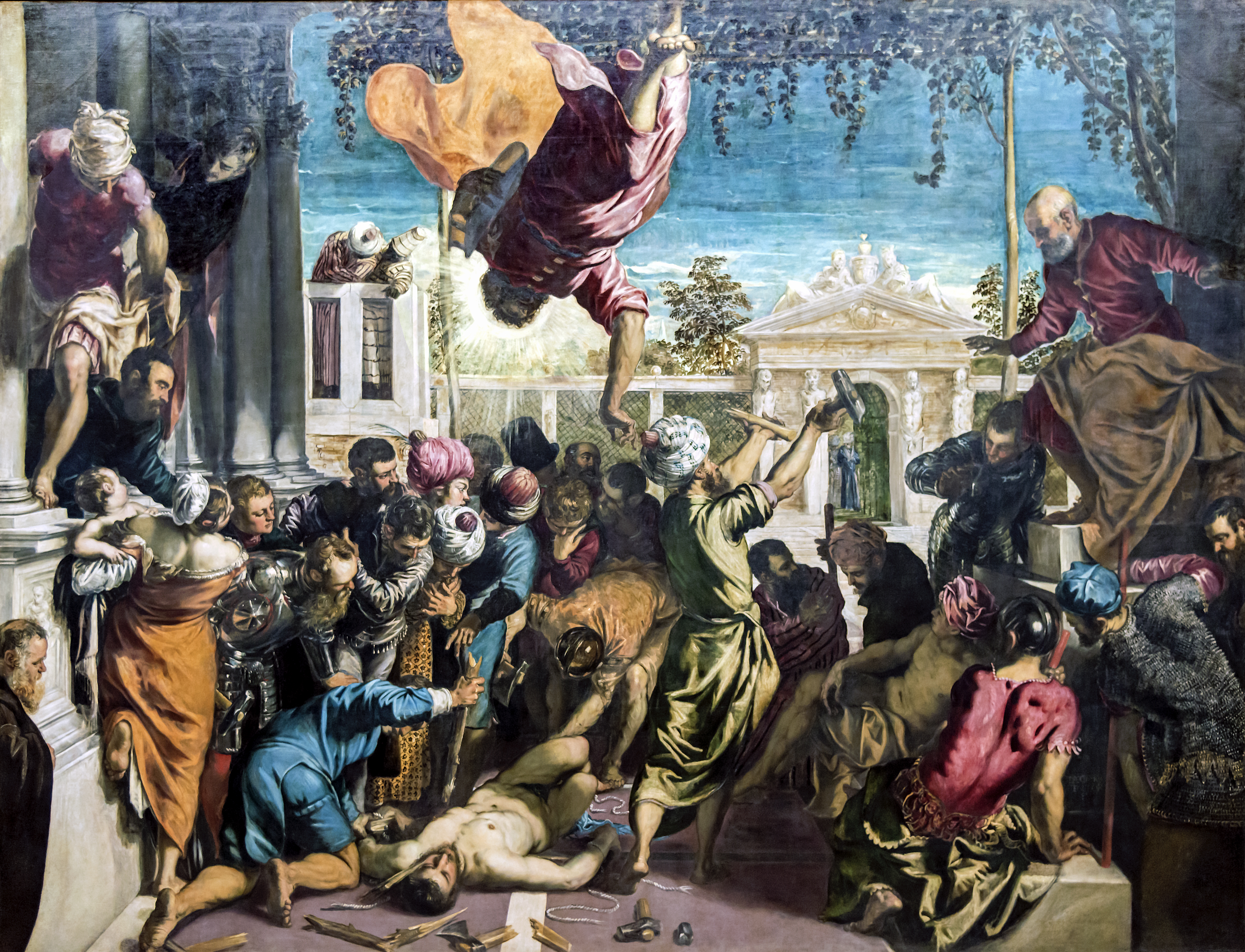
『奴隷を救う聖マルコ』
ティントレット
1548年頃
染物師の息子だったティントレットは、コチニールカイガラムシから作った赤色顔料を使って、劇的な効果を上げている。

黄土や酸化鉄などの天然顔料は先史時代から着色剤として使われてきた。考古学者によれば、先史時代の人類が身体に顔料を塗っていた証拠が見つかっている。顔料とそれを粉末にする器具は35万年から40万年前から使われてきたとみられ、ザンビアのルサカの近くにある洞窟などで見つかっている。
産業革命以前、芸術や装飾に使える色の範囲は技術的に限られていた。顔料の多くは土や鉱物由来のものか、生物由来のものだった。植物、動物の糞、昆虫、軟体動物などに由来する珍しい顔料は貴重なものであり、交易品として広く流通していた。中にはかなり高額で取引される顔料もあり、青や紫はその貴重さから王室と結び付けられるようになった。
生物由来の顔料は抽出が難しいことが多く、その製法は秘密にされていた。貝紫色はアッキガイ科の巻貝の一種の粘液から作られた顔料である。織物の染色のための貝紫色の生産はフェニキア人が紀元前1200年ごろから始め、それをギリシャ人が受け継ぎ、東ローマ帝国が滅亡する1435年まで続いた。この顔料の製造は手間がかかり、その色で着色したものは富と権力の象徴となった。古代ギリシアの歴史家テオポンポスは紀元前4世紀の著作で「染料のための紫は（小アジアの）コロフォンで同じ重さの銀と交換して入手した」と書いている。
鉱物顔料も交易の対象として広く売買された。深い青の顔料ウルトラマリンは宝石に近いラピスラズリからしか作れず、ラピスラズリの産地はヨーロッパからは遠かった。フランドルの15世紀の画家ヤン・ファン・エイクは、高価すぎるため絵に青を使えなかった。ウルトラマリンを使った肖像画を描いてもらうことは大変な贅沢だった。青を使った絵を所望する場合、特別料金を支払う必要があった。ファン・エイクはラピスラズリを使う場合、決して他の色と混ぜなかった。その代わりにほぼ純粋な青を装飾のように絵にのせた。ラピスラズリがあまりに高価だったため、画家たちはもっと安価な代替顔料を捜し求め、鉱物顔料（アズライト）と有機顔料（インディゴ）が誕生した。

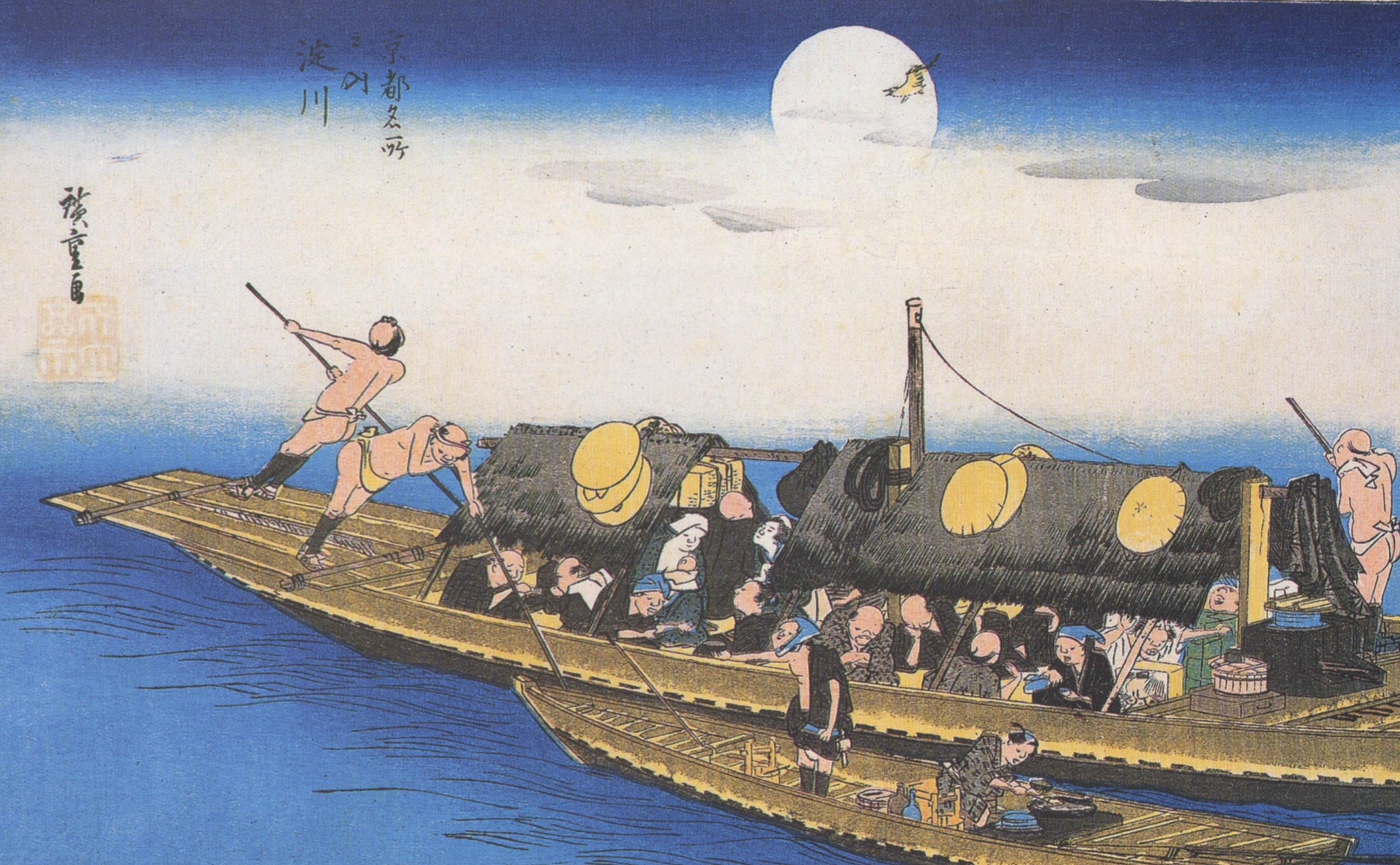
歌川広重『京都名所之内 淀川』。浮世絵に特徴的な青はインディゴの色であり、ジャパンブルーと呼ばれる。

16世紀スペインによる新大陸の征服により、西洋では新たな顔料が入手可能になった。中央アメリカと南アメリカで寄生昆虫から抽出した染料と顔料であるコチニール色素が得られ、ヨーロッパで珍重されるようになった。これはコチニールカイガラムシを集め、乾燥して砕いたもので、染料としても顔料としても使え、絵具や化粧品によく利用されている。
ペルーの原住民は紀元700年ごろからコチニール染料を染色に使っていたが、ヨーロッパ人はそのような色を見たことがなかった。スペイン人はアステカを征服すると、新たに入手した色素を交易にさっそく利用した。この地域（現在のメキシコ）の輸出品としては、コチニール色素が銀に次ぐ重要な産物となった。この顔料カーマインで枢機卿のローブを染め、イギリスの軍服も鮮やかに染めるようになった（"redcoat" は英国軍人そのものを表す言葉になっている）。この顔料の原料が昆虫であることは18世紀まで秘密にされていたが、生物学者らがその秘密を暴いた。
カーマインによってヨーロッパでは赤の値段が下がったが、依然として青は高価であり、富と権力の象徴になっていた。17世紀オランダのヨハネス・フェルメールは作品にカーマインやインディアンイエローと共にラピスラズリを多用したことで知られている。

### 合成顔料の発展

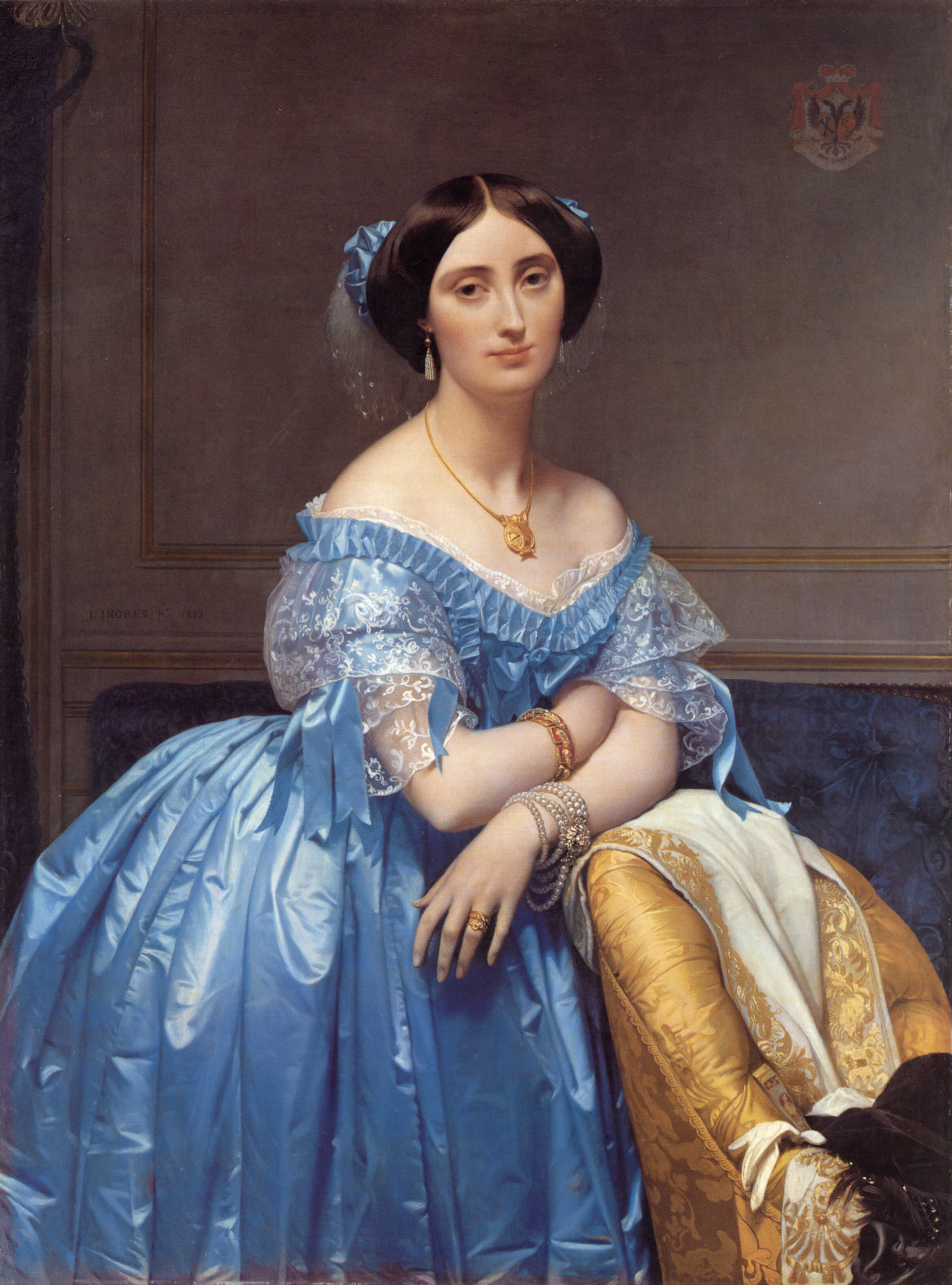
『ドブロリ公爵夫人』
ドミニク・アングル
1853年
かつての画家たちが夢想していた豊富な色彩が実現可能となった頃の作品。

初期の顔料には天然の鉱物が使われていた。天然の酸化鉄は様々な色を発色するもので、旧石器時代および新石器時代の洞窟壁画によく使われている。例えば、無水のFe2O3のレッドオーカー、含水のFe2O3.H2Oのイエローオーカーがある。炭またはカーボンブラックも先史時代以来ずっと黒色の顔料として使われている。
最初期の合成顔料として、鉛白（エンパク。炭酸鉛の一種。(PbCO3)2Pb(OH)2）と青フリット（エジプシャンブルー）がある。鉛白は鉛と食酢（酢酸、CH3COOH）を混ぜ、そこにCO2を加えて作る。青フリットはカルシウム銅珪酸塩であり、孔雀石などの銅鉱石で着色したガラスを砕いて作る。これらの顔料は紀元前2千年紀には使われ始めている。
産業革命と科学革命により、合成顔料は大きく発展することになった。合成した顔料や天然素材から抽出した顔料が製造業にも芸術にも使われるようになっていった。ラピスラズリが高価だったことから、特に青の顔料をより安価に製造する努力がなされた。
最初の青の合成顔料として登場したのが紺青で、1704年のことである。19世紀初めごろには青の合成顔料や金属顔料がさらに登場した。合成ウルトラマリンやコバルト青、セルリアンブルーなどである。20世紀には有機合成顔料のフタロブルーが登場した。
顔料の多色化は新たな産業を生み出し、ファッションにも影響を与えた。1856年には初のアニリン染料であるモーブが発見され、それをきっかけとして多数の合成染料や合成顔料が生み出されることになった。モーブを発見したのは18歳の化学者ウィリアム・パーキンで、この発見を事業化して富を得た。この成功にあやかろうと多くの追随者が出てきた。金持ちになることを夢見た若い科学者が有機化学分野に集中するようになった。数年後、アカネ色素の代替としてアリザリンの合成顔料が工業生産され始めた。19世紀末には織物や塗料などの日用品に赤、青、紫といった色を安価に使えるようになった。
合成顔料や染料の開発は、ドイツを中心とする北ヨーロッパ各国の産業の繁栄に寄与したが、同時に天然顔料の産地は打撃を受けた。スペインはメキシコで数千人の低賃金労働者を雇ってコチニール色素の生産を行っていた。コチニール色素の生産はスペインが独占してそこから富を得ていたが、1810年に始まったメキシコ独立革命と市場の変化によって生産量が低下した。これにとどめを指したのが有機化学である。化学者がカーマインの安価な代替品の開発に成功すると、コチニール色素生産量は急激に低下していった。

### 歴史的色名の新たな原料

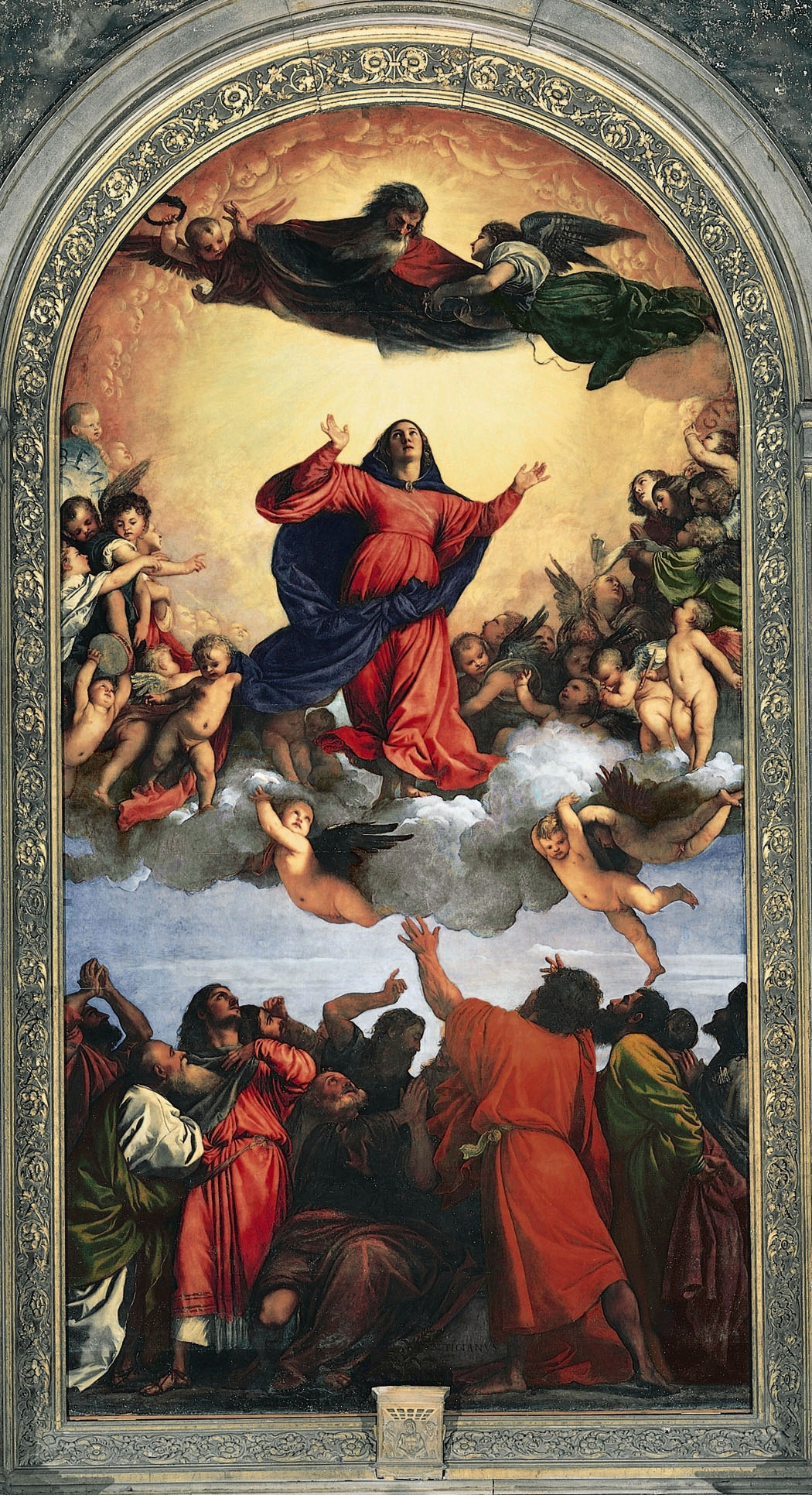
『聖母の被昇天』
1518年頃
ティツィアーノの、天然顔料ヴァーミリオンを使ったフレスコ画。

産業革命以前、顔料はそれを産する地名と結び付けられていた。鉱物や土を原料とする顔料は、その採掘が行われている地方や都市の名で呼ばれることが多かった。シェンナはイタリアのシエーナに由来し、アンバーはウンブリアに由来する。これらの顔料は合成も容易だったため、化学者が天然のものより純度の高い顔料を合成するようになった。それでも地名に由来する名称はそのまま使われている。
歴史的かつ文化的な天然顔料の名称はそのままで、多くの天然顔料が合成顔料で代替されている。場合によっては色の名称が表す色そのものが変化したケースもある。一般に天然顔料を代替する合成顔料は「色相」を維持するが、製造業者が色相の維持に特に気をつけているわけではない。以下に歴史的な顔料の名称が現す色が変化した例を示す。
インディアンイエロー
かつては、マンゴーの葉のみを与えられた牛の尿を集めて作られていた。17世紀から18世紀のオランダやフランドルの画家はこれを太陽光を表すのに好んで用いた。フェルメールに『真珠の耳飾りの少女』の制作を依頼した客は、彼が「牛の尿」を使って妻を描いたと述べている。マンゴーの葉は栄養的に牛に適していないため、このような製造方法は非人道的だとされるようになった。現在は同じ色相を合成顔料で代替している。
バーミリオン
水銀化合物であり、その深い朱色を好んで使ったのがティツィアーノである。今では様々な合成顔料で代替されており、カドミウムレッドなどがある。本来のバーミリオンは今でも入手可能だが、多くの絵具メーカーはその毒性による法的責任を避けるため販売していない。現在朱色ないしバーミリオンという名称の絵具やインクやマーカーなどの多くは本来のバーミリオンとは異なる。
ウルトラマリン
ラピスラズリから作られていたが、安価な合成顔料（合成ウルトラマリン）で代替されるようになった。合成ウルトラマリンの原料はカオリナイトや硫黄などである。ウルトラマリンの別名だったロイヤルブルーはより明るい青を指すようになり、フタロブルーと二酸化チタンを混合するか、安価な青の合成染料から作るのが一般的である。合成ウルトラマリン自体は化学組成がラピスラズリと同一である。ウルトラマリンのもう1つの別名だったフレンチブルーは1990年代に色名として業界の注目を浴びるようになり、本来のウルトラマリンとは全く異なる青色の名称として使われるようになった。

## 顔料の危険性
無機顔料や有機顔料の多くは、欧州経済共同体で定められた危険物質指令に該当しない。しかし、古くに使われていた顔料では、ヒ素をはじめ、鉛やカドミウムなど重金属を使った顔料も存在しているため問題となる。また、添加物に問題がある場合もある。健康に関する研究が進んだ現代では、重金属、アミン、ポリ塩化ビフェニル（PCB）やダイオキシンなどは規制されている。
古書の分野では、18‐19世紀に作られた毒性の強いヒ素化合物を含む緑色の人工顔料（シェーレグリーン、花緑青）が問題となっている。